# Wolny
- Wolny  (forma żeńska: Wolna, liczba mnoga: Wolni) – polskie nazwisko, którym w 2000 roku posługiwało się w Polsce 10 530 osób. W niektórych regionach kraju kobiety używają męskiej formy tego nazwiska.

- Wolny – osada wsi Dobrzeń Wielki w województwie opolskim, w powiecie opolskim, w gminie Dobrzeń Wielki
- Wolny – potok, dopływ Czarnej Wisełki
- potocznie używane sformułowanie (np. przez komentatorów sportowych), oznaczające rzut wolny

## Osoby o nazwisku Wolny
- Agnieszka Wolny-Hamkało (ur. 1979) poetka.
- Helena Wolny (1924–2005) poetka, polonistka.
- Maja Wolny – (ur. 1976) – polska pisarka,
- Henryk Wolny (1947–1996) brydżysta, złoty medalista olimpiady brydżowej w 1984 r.
- Józef Wolny (1924 – 1990) dziennikarz.
- Józef Wolny (ur. 1825 w., zm. 1903), – działacz polityczny, poseł na Sejm galicyjski, malarz portrecista.
- Kazimierz Wolny-Zmorzyński (ur. 1957) profesor Uniwersytetu Jagiellońskiego, medioznawca i literaturoznawca.
- Konstanty Wolny (1877–1940) działacz niepodległościowy na Śląsku, pierwszy marszałek Sejmu Śląskiego.
- Ryszard Wolny (ur. 1969) sportowiec, zapaśnik, złoty medalista IO w Atlancie
- Ryszard Wolny (ur. 1957) polski filolog angielski
- Jakub Wolny (ur. 1995) skoczek narciarski
- Tomasz Wolny (ur. 1980) dziennikarz
- Włodzimierz Wolny (ur. 1921) harcmistrz
- Dariusz Wolny (ur. 1960) polski pływak, olimpijczyk
- Dariusz Wolny (ur. 1969) piłkarz, trener piłkarski
- Marek Wolny (ur. 1970) polski aktor

Kawalerowie Orderu Virtuti Militari – o tym nazwisku:
- Piotr Wolny – żołnierz 1 pułku strzelców pieszych (powstaniec listopadowy), odznaczony VM Srebrny 10.03.1831,
- Franciszek Wolny – szeregowy, legionista w latach 1918–1920, odznaczony VM V klasy,
- Józef Wolny – kapral Polskich Sił Zbrojnych na Zachodzie w latach 1939–1945, odznaczony VM V klasy.

Lista Katyńska – oficerowie o tym nazwisku:
- Dobrosław Jan Wolny[2], s. Walentego, ur. 12.02.1910 r. w Warszawie, por. Wojska Polskiego, inż., zam. w 1940 r. w Charkowie,
- Ignacy Wolny[3], s. Ignacego, ur. w 1893 r. w Niedzwiadach, starszy straż. Służby Więziennej, zam. w 1940 r. w Miednoje,
- Ignacy Nepomucen Wolny[4], s. Nepomucena, ur. 31.07.1899 r. w Wieruszowie, przod. PP, instruktor gimnastyki, zam. w 1940 r. w Miednoje.